# Un Natale al Sud
Un Natale al Sud è un film del 2016, diretto da Federico Marsicano.

## Trama
Peppino,  carabiniere milanese, ed Ambrogio, fioraio napoletano, insieme alle rispettivi mogli Bianca e Celeste, decidono di festeggiare il Natale insieme, ma quando  scoprono che i loro figli hanno iniziato una relazione online con delle ragazze decidono di seguirli.

## Produzione
Il film è stato girato in Calabria sulla Costa degli Aranci e in Puglia, tra Polignano a Mare e Monopoli.

## Distribuzione
Il film è stato distribuito da Medusa Film dal 1º dicembre 2016. Il teaser trailer del film era stato distribuito il 7 novembre 2016, mentre il trailer ufficiale il 18 novembre 2016.